# Томба ди Сото (Верона)
Томба ди Сото је насеље у Италији у округу Верона, региону Венето.
Према процени из 2011. у насељу је живело 55 становника. Насеље се налази на надморској висини од 19 м.